# Zuidelijke woelpad
De zuidelijke woelpad, ook wel Couch's woelpad (Scaphiopus couchii) is een kikker uit de familie Scaphiopodidae.

## Naamgeving
De soort werd voor het eerst wetenschappelijk beschreven door Spencer Fullerton Baird in 1854. Later werd de wetenschappelijke naam Scaphiopus varius gebruikt. De soortaanduiding couchii is een eerbetoon aan de Amerikaanse natuuronderzoeker Darius Nash Couch (1822 - 1897).

## Verspreiding en habitat
De zuidelijke woelpad leeft in de Verenigde Staten (in de staten Texas, Californië, New Mexico en Arizona) en in Mexico. De kikker prefereert drogere streken, zoals graslanden, prairies, drogere bossen, verstuivingen en halfwoestijnen.

## Uiterlijke kenmerken
De zuidelijke woelpad wordt ongeveer 9 centimeter lang, mannetjes blijven wat kleiner. De huid heeft een overwegend lichtbruine kleur met vele bruine vlekken die erg grillig zijn en een groot deel van het lichaam beslaan, ze vormen een net-achtige tekening. De huid is zeer bobbelig en wrattig, en op de rug en met name de flanken zitten vele kleine wratjes met een lichte top, meestal wit tot geel. De mannetjes hebben een wat groenige kleur en deze pad is met name te herkennen aan de verharde zwarte spade-achtige stekels onder de poten waarmee beter gegraven kan worden. Verder is de buik wit, en de ogen erg groot met een verticale pupil en gele iris.

## Levenswijze
Het is een nacht actieve soort die niet erg afhankelijk van water is en kilometers van een waterpartij kan worden aangetroffen. Overdag verschuilt de kikker zich in een ondiep zelf gegraven holletje, en tijdens de schemering wordt hij actief. Alleen na een regenbui; als het droog weer is komt het dier niet tevoorschijn. De kikker voelt precies aan wanneer het regent; de trillingen die regenval en bliksemschichten veroorzaken worden door deze soort als zodanig herkend. Ook de voortplanting vindt direct plaats na de eerste grote regenbui, waarna massaal de eitjes worden afgezet.

## Voedsel
Het voedsel bestaat voornamelijk uit termieten, die ook na een regenbui massaal uit het gangenstelsel komen omdat ze anders verdrinken. De kikker is vraatzuchtig en kan de hele avond dooreten en zo meer dan 50% van het lichaamsgewicht naar binnen werken. Na een dergelijke maaltijd kan de pad wel een jaar zonder voedsel. Het gif van deze soort is sterker dan andere kikvorsachtigen. De klierafscheidingen zijn irriterend voor de huid en slijmvliezen en kan nadat men het per ongeluk in de ogen wrijft tijdelijke blindheid veroorzaken.